# Cymatura
Cymatura là một chi xén tóc thuộc phân họ Lamiinae, gồm các loài sau:
- Cymatura albomaculata Breuning, 1950
- Cymatura bifasciata Gerstäcker, 1855
- Cymatura bizonata Quedenfeldt, 1881
- Cymatura brittoni Franz, 1954
- Cymatura fasciata (Guérin-Meneville, 1849)
- Cymatura holonigra Breuning, 1954
- Cymatura itzingeri Breuning, 1935
- Cymatura mabokensis Breuning & Teocchi, 1973
- Cymatura manowi Franz, 1954
- Cymatura mechowi Quednfeldt, 1882
- Cymatura mucorea Fairmaire, 1887
- Cymatura nigra Franz, 1954
- Cymatura nyassica Breuning, 1935
- Cymatura orientalis (Breuning, 1968)
- Cymatura spumans (Guérin-Meneville, 1847)
- Cymatura strandi Breuning, 1935
- Cymatura tarsalis Aurivillius, 1914
- Cymatura wallabergeri Adlbauer, 1994